# Jabal Sawda
Le jabal Sawda est une montagne d'Arabie saoudite. Il se situe à une altitude d'environ 3 000 mètres dans la province d'Asir. La plupart des autorités déclarent que le sommet culmine à une altitude de 3 133 mètres et est le point culminant de l'Arabie saoudite, mais les données de la SRTM indiquent une altitude de 2 985 mètres, et montrent la présence de points plus élevés à divers endroits du pays.